# Joseph Huts
Joseph Huts (* Montignies-sur-Sambre, 16 de janeiro de 1913 – † Alsemberg, 24 de outubro de 1995). Foi um ciclista belga, profissional entre 1935 e 1939 cujo maior sucesso desportivo obteve-o na Volta a Espanha onde obteve uma vitória de etapa na edição de 1936 o que lhe permitiu, ao ser a primeira etapa, ser líder da classificação geral por um dia.

## Palmarés
1935
- 2 etapas na Volta à Catalunha
- Criterium de Tarragona

1936
- 1 etapa na Volta a Espanha
- 2 etapas na Volta à Catalunha

1938
- Antwerpen – Gante – Antwerpen
- Ronde van Limburg